# 조국평화통일위원회
조국평화통일위원회(祖國平和統一委員會)는 조선민주주의인민공화국의 통일운동 기구이자 내각 산하 기구이다. 1961년 5월 13일 통일, 대남 문제에 대한 연구, 참여를 위해 홍명희, 허정숙 등이 조직하였고, 일본과 미국에 지부를 두고 있다. 초대 위원장은 홍명희, 부위원장은 허정숙이다. 조평통(祖平統)으로 약칭된다. 기관지로 《조국통일》을 발행한다. 
2024년 1월 15일 폐지했다.

## 결성과 목적
1961년 5월 13일에 결성되었다. 허정숙, 홍명희, 최용건 등이 참여하였으며, 초대 위원장은 홍명희, 부위원장은 허정숙이 선임되었다.
결성 목적은 대한민국과 해외 교포 등을 망라하여 각계각층이 연대하여 자주적 통일을 위해 노력한다는 것이었다. 4·19 혁명 이후 대한민국에서 남북협상과 통일에 대한 논의가 활발해지면서, 이에 대응하기 위한 통일전선 기구로 창립되었다.
조국평화통일위원회와 비슷한 역할을 하는 조선로동당 중앙위원회 정무국 산하 통일전선부는 직접 남북대화에 참여하거나 대한민국 및 해외 교포들에 대한 선전 업무를 공개적으로 수행하기 어렵다. 이때문에 통일전선 업무 중 공개적인 부분을 조국평화통일위원회의 명의로 수행하도록 분담한 것으로, 실질적으로는 조선로동당의 전위기구 역할을 맡는다.

## 조직과 활동
조직은 중앙위원회를 중심으로 상무위원회와 서기국이 설치되어 있고, 중앙위 산하에 조직부, 선전부, 회담부, 조사연구부, 총무부, 자료종합실 등의 부서가 있다. 허담, 김용순 등 고위 정치인들이 위원장을 역임하였다.
대한민국의 정세 변화에 대해 '서기국 보도'라는 형식으로 반응을 보이며, 대한민국과 미국에 대한 비방이나 규탄을 담은 성토문, 고발장, 공개질문, 성명서, 백서 등을 발표한다. 대한민국에서 간첩 사건이 발생하면 이를 반박하기도 한다. 기관지로 《조국통일》을 발행한다.

### 기관지
- 《조국통일》

## 역대 조국평화통일위원장
- 초대 홍명희
- 2대 허담
- 3대 김용순
- 4대 리선권

## 같이 보기
- 조국통일민주주의전선
- 재북평화통일촉진협의회
- 우리민족끼리